# Son of a Plumber
Son of a Plumber (с англ. — «Сын водопроводчика») — двойной студийный англоязычный музыкальный альбом шведского музыканта Пера Гессле, вышедший в 23 ноября 2005 года (в Швеции) и 6 марта 2006 года (в Европе) под псевдонимом «Son of a Plumber». Этот альбом в какой-то мере является автобиографичным для Гессле, так как его отец, Курт Гессле (ум. в 1978 году), был водопроводчиком по профессии: ему посвящена одна из песен на диске — «Kurt — the Fastest Plumber in the West».
26 февраля 2021 года Гессле выпустил дополнительный материал (только в цифровом формате), создав, таким образом, Extended Version, расширенную версию альбома. Так как оригинальный альбом вышел на двух компакт-дисках, бонусный материал 2021 года получил название «Disc 3». В него вошли 25 треков.

## Об альбоме
«Son of A Plumber» — это двойной альбом «с очень личной и достаточно глубокой музыкой» по выражению самого Гессле. Первый сингл на песню «Jo-Anna Says» был выпущен 7 ноября 2005 года, а второй, «Hey Mr. DJ (Won’t You Play Another Love Song)», появился на радиостанциях 1 февраля 2006 года.
Альбом во многом вдохновлён творчеством группы The Beatles — им посвящена отдельная песня в этом альбоме. Пять песен на первом диске (№ 9-13) объединены под общим названием «The Junior Suite», что отсылает к попурри (Medley) в альбоме The Beatles «Abbey Road» (1969). На втором диске записана реприза «Drowning in Wonderful thoughts about Her», которая также отсылает к песне The Beatles «Sgt. Pepper’s Lonely Hearts Club Band».
Для рекламы альбома был снят короткий документальный фильм о создании альбома.
В апреле 2013 года вышел саундтрек к художественному фильму шведского режиссёра Юнаса Окерлунда «Безвыходная ситуация» (2012), несколько песен для которого были взяты из данного альбома.

## Обложка
Дизайн обложки альбома — Кьелль Андерссон (Kjell Andersson) и Пэр Викхольм (Pär Wickholm). Фотограф — Антон Корбейн (Лондон и Валларум, май 2005 года). Фотография Пера Гессле на обложке была снята в лондонском магазине звукозаписи «On The Beat» (22 Hanway St, London W1T 1UQ). Магазин открылся в 1979 году на волне популярности панка и новой волны.

## Музыканты
Данный альбом официально вышел не под именем Пера Гессле, а под именем группы с одноимённым названием, Son of a Plumber:
- Пер Гессле — вокал, гитара
- Хелена Юсефссон — вокал, бэк-вокал, перкуссия
- Кристофер Лундквист — гитара
- Кларенс Эверман — клавишные
- Йенс Йонссон — ударные

В записи также принимал участие бас-гитарист Roxette Магнус Бёрьесон. Он не указан в списке музыкантов в буклете к альбому (только в разделе «Благодарности»), однако указано, что он играл на бас-гитаре в официальном фильме «The Making of the SON OF A PLUMBER-album!» (реж. Daniel Börjesson) о создании альбома.
Инженер звукозаписи — Кристофер Лундквист

Помощник инженера звукозаписи — Леннарт Хаглунд (швед. Lennart Haglund)

Альбом смикширован в студии «Aerosol Grey Machine» (Валларум) с августа по октябрь 2005 года Кристофером Лундквистом, Кларенсом Эверманом и Пером Гессле

Мастеринг — Бьёрн Энгельманн (швед. Björn Engelmann), Cutting Room, Стокгольм

## Форматы
- Двойной компакт-диск
- 12" виниловая пластинка
- Цифровая дистрибуция
- Потоковое вещание мультимедиа

## Список композиций
Автором всех песен в альбоме является Пер Гессле.

### Диск 1
1. Drowning in Wonderful Thoughts about Her
2. Jo-Anna Says
3. I Have a Party in My Head (I Hope it Never Ends)
4. C’mon
5. Week With Four Thursdays
6. Hey Mr. DJ (Won’t You Play Another Love Song)
7. Late, Later On
8. Ronnie Lane
9. Are You an Old Hippie, Sir?
10. Double-headed Elvis
11. Something in the System
12. Speed Boat to Cuba
13. Come Back Tomorrow (And We Do it Again)

Песни 9-13 смиксованы в один трек и объединены под групповым названием «The Junior Suite».

### Диск 2
1. Kurt — the Fastest Plumber in the West
2. I Never Quite Got over the Fact that the Beatles Broke Up
3. Substitute (for the Real Deal)
4. Waltz for Woody
5. Carousel
6. I Like it Like That
7. Something Happened Today
8. Brilliant Career
9. Burned out Heart
10. Drowning in Wonderful thoughts about Her (reprise)
11. Making Love or expecting Rain
12. Jo-Anna Says Farewell (скрытый трек)

Оригинальное цифровое издание альбома на iTunes имело ещё три бонус-трека:
1. A Girl Like You
2. Keep The Radio On (This is The Perfect Song) (ранее записана Гессле в проекте The Lonely Boys — также включена в издание альбома на виниле)
3. Plonk

### Диск 3
(Extended Version, вып. 26 февраля 2021 года):
1. A Girl Like You — 2:58
2. Keep The Radio On (This Is The Perfect Song) — 2:56
3. Shopping With Mother — 2:41
4. Plonk — 1:07
5. Hey Mr DJ (Won’t You Play Another Love Song) (Love-For-Sale Remix) — 3:55
6. I Never Quite Got Over The Fact That The Beatles Broke Up (Jimmy Monell Short Treatment) — 4:10
7. Shopping With Mother (Voz Vibrante Remix) — 3:54
8. Hey Mr DJ (Won’t You Play Another Love Song) (Jimmy Monell Treatment) — 3:43
9. I Never Quite Got Over The Fact That The Beatles Broke Up (Jimmy Monell Long Treatment) — 5:41
10. Shopping With Mother (Mother’s Dub by Voz Vibrante) — 3:54
11. Plumber In Progress #1 — 0:45
12. Plumber In Progress #2 — 0:45
13. Plumber In Progress #3 — 0:45
14. Plumber In Progress #4 — 0:45
15. Plumber In Progress #5 — 0:45
16. Plumber In Progress #6 — 0:45
17. Plumber In Progress #7 — 0:39
18. Plumber In Progress #8 — 0:44
19. Plumber In Progress #9 — 0:45
20. Plumber In Progress #10 — 0:45
21. Plumber In Progress #11 — 0:34
22. Plumber In Progress #12 — 0:31
23. Plumber In Progress #13 — 0:45
24. Plumber In Progress #14 — 0:40
25. Plumber In Progress #15 — 0:31

## Обзор песен
- 2-02 I Never Quite Got over the Fact that the Beatles Broke Up: это была первая песня, написанная для альбома Son Of A Plumber. Оставшийся материал записывался ориентируясь на стилистику этой композиции.
- 2-06 I Like It Like That: — Гессле написал эту песню для Roxette, в надежде, что её будет исполнять Мари Фредрикссон. Она не успела записать песню до того, как тяжело заболела в сентябре 2002 года, поэтому Гессле решил исполнить песню сам и включить её в свой сольный альбом.
- iTunes-02 Keep the Radio on (This is the Perfect Song): — вышла в качестве бонус-трека на 12" виниловой пластинке. Изначально эта песня была написана на шведском языке для альбома Gyllene Tider «Moderna Tider» (1981), однако в альбом она не вошла. Демоверсия песни была выпущена в коробке PG Archives demo box; «Demos and other fun stuff, vol. 4». В 1995 году была записана студийная версия для альбома «The Lonely Boys». Вторая студийная версия была записана с Хеленой Юсефссон и включена в настоящий альбом[3].

## Синглы
1. Jo-Anna says (CDPRO 4388)
  - Jo-Anna says (3:26)
2. C'mon/Jo-Anna Says[англ.] (0946 346484 2 4)
  - C’mon (2:58)
  - Jo-Anna says (3:26)
3. Hey Mr. DJ (Won't You Play Another Love Song) (0946 3 54274 2 4)
  - Hey Mr. DJ (3:30)
  - Plumber in progress #1 (8:20)
4. Hey Mr. DJ (3 versions of) сингл с ремиксами (0946 359143 2 0)
  - Original version (3:36)
  - Love-for-sale remix (3:50)
  - Jimmy Monell treatment (3:43)
5. I Like It Like That[англ.] (0946 359143 2 0)
  - I like it like that (3:33)
  - Plumber in progress #2 (6:42)

## Отзывы критиков
- Мальком Картер из британского портала «Pennyblackmusic» отмечает «выдающийся вокал Хелены Юсефссон во всём альбоме», а также пишет, что в «идеальном мире Гессле играл бы из всех радиоприёмников на планете, а не только в его родной стране, раздражая до чёрта всех, кто не любит классическое звучание поп-музыки 1960-х». Картер также называет Гессле «мастером трёхминутных поп-песен»[4]
- Испанский портал «LaHiguera» пишет, что Гессле выпускает альбом «наполненный глубоко личной и изобретательной музыкой»[5].
- Немецкий новостной портал «n-tv» в рецензии на альбом вспоминает также ранние работы Гессле, в частности проект «The Lonely Boys» (1995) и пишет, что тот альбом был «идеально спродюсирован, The Beatles бы позавидовали. И The Rolling Stones тоже». Рецензент находит отсылки к музыке 1960-70-х гг. почти в каждой песне, инструментах и мотивах. В итоге, он заключает, что «так как группы из Ливерпуля больше нет [с нами], этот альбом может их заменить»[6].
- Датский музыкальный портал «Gaffa.dk» отмечает, что с Мари Фредрикссон Перу Гессле удалось достичь мировой известности, однако это всё в прошлом и с тех пор музыканту приходится упорно бороться, чтобы наладить свою сольную карьеру[7].
- Критик издания «Утро.ру» Андрей Сильвестров пишет, что «на фоне предыдущего творчества [Пера Гессле] полуакустический и оттого кажущийся более личным [альбом] „Son Of A Plumber“ выглядит весьма выигрышно». Однако «слишком многое в этой пластинке указывает на причастность к Roxette, оттого и интересна она будет в первую очередь поклонникам „коллективного эго“ Мари и Пера»[8].

## Чарты
| Чарты (2005—2006) | Наивысшая позиция |
| ----------------- | ----------------- |
| Швеция            | 1                 |